# Poetry Glacier
Der Poetry Glacier (polnisch Lodowiec Poezji ‚Poesie-Gletscher‘) ist ein Gletscher an der Nordküste von King George Island im Archipel der Südlichen Shetlandinseln. Er fließt zunächst in nördlicher, dann in nordwestlicher Richtung zur Venus Bay.
Wissenschaftler einer polnischen Antarktisexpedition benannten ihn 1984 in Anlehnung an die Benennung des Miłosz Point, der nach dem polnischen Dichter und Nobelpreisträger Czesław Miłosz (1911–2004) benannt ist. Das UK Antarctic Place-Names Committee übertrug die Benennung des Gletschers im Jahr 2003 ins Englische.